# Борис Чиликин (танкер)
«Борис Чиликин», БМТ «Борис Чиликин», с 1997 года «Макеевка», с 2002 «Камбоджа Асиа»— большой морской танкер проекта 1559-В (обозначение НАТО — Boris Chilikin Class), корабль комплексного снабжения Черноморского флота ВМФ СССР. В составе 9-й бригады судов обеспечения ЧФ. Выполнял задачи обеспечения в Средиземном море в переменном составе 5-й Средиземноморской эскадры кораблей ВМФ. С 1997 года отошёл ВМС Украины. В 2001 году продан, в 2002 был зарегистрирован в Камбодже. В 2004 году утилизирован.

## История разработки
Боевым кораблям ВМФ СССР несшим боевые службы в удалённых районах Мирового океана требовались новые и достаточно крупные морские танкеры, превосходящие по своим возможностям танкеры проекта 563.
Для этих целей в ПКБ «Балтсудопроект» поступило тактико-техническое задание на проектирование морского танкера. К разработке приступили в 1967 году, взяв за базу проект танкера ММФ 1559. Главным конструктором был назначен С. Н. Шумилов, а главным наблюдающим от ВМФ капитан 2-го ранга Ю. Д. Макшанчиков.
Из-за ограниченных сроков создания проекта, разработчикам пришлось отступить от некоторых важных требований ВМФ, так же пришлось согласиться с составом главной энергетической установки, одновальным маломощным дизелем 6ДНРН 74/160 мощностью 9600 л. с. Однако, при всех сложностях работы над проектированием нового танкера, получившего обозначение 1559-В закончились к 1969 году, и в этом же году был заложен головной танкер.
Танкер получил имя в честь Чиликина Бориса Георгиевича — советского инженера-конструктора, кораблестроителя.

## Конструкция и ТТХ
Судно имеет двойную верхнюю палубу и надстройку, смещенную к корме. В надстройке размещены ходовой мостик, каюты для экипажа, камбуз, кают-компания, бассейн и спортзал. На борту установлено устройство передачи грузов в море на ходу траверзным способом, позволяющее выполнять грузовые операции при значительном волнении моря. При длине танкера 162,4 метра и ширине 21,4 метра, полное водоизмещение достигает 22 460 тонн. Осадка остается в пределах 9 метров.
Валовая вместимость 11575 тонн. Танкер способен доставить мазута — 8250 тонн; дизельного топлива — 2050 тонн; авиатоплива — 1000 тонн; питьевой воды — 1214 тонн; котельной воды 450 тонн; смазочных масел до 4 сортов — 250 тонн; сухих грузов и продовольствия по 220 тонн, на максимальную дальность плавания 10 000 морских миль при автономности плавания до 90 суток.
Впоследствии в ходе эксплуатации вооружение с судов серии было снято, они были перекрашены в цвет судов ММФ СССР с торговым флагом, что облегчало их заходы в иностранные порты.

### Передающие устройства
- Две 3—тонные стрелы
- Три 3,2—тонных крана
- Одна 1—тонная УППГ-1
- Три 125—тонные ЛЭГС2
- Две 100—тонные ЛЭГС6

### Радиоэлектронное оборудование
- РЛС общего обнаружения МР-302 «Рубка»[3][неавторитетный источник]
- МР-212/201 «Вайгач-У»

## Служба
Головное судно серии, большой морской танкер «Борис Чиликин» проекта 1559-В был построен на Балтийском судостроительном заводе в Ленинграде (заводской номер №С-611). Судно вошло в состав ВМФ в ноябре 1970 года.

### ВМФ СССР
Входил в состав 9-й бригады морских судов обеспечения (БРМСО) Черноморского флота.

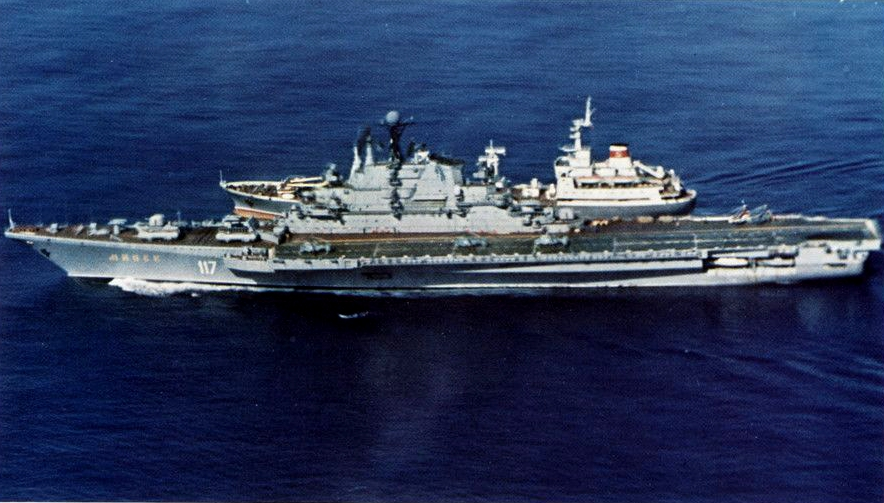
ТАРК Минск принимает снабжение с БМТ Борис Чиличкин, Тихий океан, май 1979 года

Неоднократно посещал зарубежные порты в составе соединений кораблей военно-морского флота:
14 — 19.10.1974 года — визит в Порт-Луи (Маврикий). Возвращаясь после завершения траления Суэцкого залива пришел отряд кораблей под командованием капитана 1-го ранга Л. Е. Двинденко в составе КР ПЛО «Ленинград», БПК «Скорый» и танкера «Борис Чиликин».
19 — 23.11.1974 года — визит в Дакар (Сенегал);
12 — 19.05.1975 года — визит в Сплит (Югославия);
В феврале-июле 1979 года отряд кораблей сопровождения ТАРК «Минск» совершил переход из Севастополя во Владивосток вокруг Африки с заходами в Луанду, Мапуту, Порт-Луи, Аден. Переход крейсера выполнялся в сопровождении БПК «Ташкент» и «Петропавловск», БДК «Иван Рогов» и танкера «Борис Чиликин». 3 июля 1979 года отряд прибыл в залив Стрело́к.
13 — 18.06.1982 года — визит в Луанду (Ангола);
25.06 — 02.07.1982 года — визит в Лагос (Нигерия);
20 — 24.10.1986 года — визит в Гавану (Куба).

### ВМС Украины
Большой морской танкер «Борис Чиликин» при разделе Черноморского флота в 1997 году отошёл ВМС Украины, в их составе получил новое название — «Макеевка» (бортовой номер U757).
Впоследствии был продан, с мая 2001 года — гражданский танкер ЗАО «Черномор» без переименования, с 1 ноября 2002 года — гражданский танкер «Азия» (Кампучия). Был сдан на слом в 2004 года.